# Casa del carrer Major (Besalú)
La Casa del carrer Major és una obra de Besalú (Garrotxa) protegida com a Bé Cultural d'Interès Local.

## Descripció
Edifici civil dels segles XII-XIII. El més visible d'aquest edifici és la seva façana. La casa consta de planta baixa i dos pisos i també es poden observar al llarg de la façana dues cornises paral·leles a l'altura de les finestres.